# Mimela confucius
Mimela confucius är en skalbaggsart som beskrevs av Hope 1836. Mimela confucius ingår i släktet Mimela och familjen Rutelidae.

## Underarter
Arten delas in i följande underarter:
- M. c. kurodai
- M. c. formosana
- M. c. ishigakiensis